# Rio Craiova (Belareca)
O Rio Craiova é um rio da Romênia, afluente do Mehadica, localizado no distrito de Caraş-Severin.